# Union démocratique de Guinée
Union démocratique de Guinée (UDG) est un parti politique guinéen. 
C'est l'un des 24 partis ayant participé à l'élection présidentielle de 2010. Son candidat, Elhadj Mamadou Sylla, homme d'affaires, leader politique et PDG du groupe Futurelec holding est éliminé au 1er tour, avec 0,45 % des suffrages.
Après avoir été éliminé à l’issue du premier tour de la présidentielle, l’homme d’affaires El Hadj Mamadou Sylla s’est rallié à Alpha Condé et l’a soutenu aussi bien politiquement que financièrement,,.